# 貴方だけを愛して (アルバム)
『貴方だけを愛して』（原題：I Never Loved a Man the Way I Love You）は、アメリカ合衆国の歌手アレサ・フランクリンが1967年3月に発表したスタジオ・アルバム。アトランティック・レコード移籍第1弾アルバムとしてリリースされた。

## 背景
アトランティック・レコードの重役ジェリー・ウェクスラーは、フィラデルフィアのDJルイーズ・ビショップからフランクリンとコロムビア・レコードの契約が既に終了していたことを知らされて、フランクリンと当時の夫テッド・ホワイトに連絡を取り、フランクリンと契約を結んだ。1967年1月24日、フランクリンはアラバマ州マッスルショールズのフェイム・スタジオで「貴方だけを愛して」と「恋のおしえ」を録音。これらはアルバム発表に先駆けてシングルとしてリリースされた。そして、2月にアトランティック・レコードのスタジオで残りの曲が録音され、この時には後にフランクリンと共演を重ねるキング・カーティスも参加した。レコーディング・エンジニアを務めたのは、後にフランクリンの作品をウェクスラーと共にプロデュースするトム・ダウドとアリフ・マーディン。
フランクリンは大部分の曲でピアノも演奏しており、ジェリー・ウェクスラーはオリジナルLPのライナーノーツに「アレサが自分でピアノ伴奏を弾きながら歌うことでアレンジの構想が始まった」と書いている。
本作は3月に発表され、4月にはオーティス・レディングのカヴァー「リスペクト」がシングルとしてリリースされた。

## 反響・評価
本作は、フランクリンのアルバムとしては初めてBillboard 200でトップ40入りを果たし、最高2位に達した。ビルボードのR&Bアルバム・チャートでは自身初の1位を獲得。また、「リスペクト」はフランクリンにとって初の全米1位獲得作品となり、この曲でグラミー賞最優秀R&Bレコーディング賞と最優秀女性R&Bボーカル・パフォーマンス賞を受賞した。
VH1が2001年に選出した「100 Greatest Albums」では30位にランク・イン。『ローリング・ストーン』誌が2003年に選出したオールタイム・グレイテスト・アルバム500では83位にランク・インし、後の改訂(2020年版)では13位となった。

## 収録曲
1. リスペクト - "Respect" (Otis Redding) - 2:26
2. 涙に濡れて - "Drown in My Own Tears" (Henry Glover) - 4:00
3. 貴方だけを愛して - "I Never Loved a Man (The Way I Love You)" (Ronny Shannon[9]) - 2:47
4. ソウル・セレナーデ - "Soul Serenade" (Curtis Ousley, Luther Dixon) - 2:30
5. 夢をさまさないで - "Don't Let Me Lose This Dream" (Aretha Franklin, Ted White) - 2:22
6. ベイビー・ベイビー・ベイビー - "Baby, Baby, Baby" (A. Franklin, Carolyn Franklin) - 2:48
7. ドクター・フィールグッド - "Dr. Feelgood (Love Is a Serious Business)" (A. Franklin, T. White) - 3:18
8. グッド・タイムズ - "Good Times" (Sam Cooke) - 2:05
9. 恋のおしえ - "Do Right Woman - Do Right Man" (Dan Penn, Chips Moman) - 3:15
10. セイヴ・ミー - "Save Me" (C. Ousley, A. Franklin, C. Franklin) - 2:20
11. ア・チェンジ・イズ・ゴナ・カム - "A Change Is Gonna Come" (S. Cooke) - 4:15

### リマスターCDボーナス・トラック
1. リスペクト（ステレオ・ヴァージョン） - "Respect (Stereo Version)" (O. Redding) - 2:29
2. 貴方だけを愛して（ステレオ・ヴァージョン） - "I Never Loved a Man (The Way I Love You) (Stereo Version)" (R. Shannon) - 2:46
3. 恋のおしえ（ステレオ・ヴァージョン） - "Do Right Woman - Do Right Man (Stereo Version)" (D. Penn, C. Moman) - 3:15

## 参加ミュージシャン
- アレサ・フランクリン - ボーカル、ピアノ(#1 - #9, #11)
- スプーナー・オールダム - オルガン(#1, #6, #7, #9, #11)、エレクトリックピアノ(#3, #4)
- ジミー・ジョンソン - ギター(#1, #3 - #6, #9 - #11)
- チップス・モーマン - ギター(#3, #10)
- トミー・コグビル - ベース
- ロジャー・ホーキンス - ドラムス(#1 - #3, #5, #6, #9, #11)
- ジーン・クリスチャン - ドラムス(#4, #7, #8)
- アリフ・マーディン - ヴィブラフォン(#11)
- キング・カーティス - テナー・サックス(#1, #2, #4 - #8, #10)
- チャーリー・チャーマーズ - テナー・サックス(#1 - #8, #10)、ホーン・アレンジ(#3)
- ジョー・アーノルド - テナー・サックス(#3)
- ウィリー・ブリッジズ - バリトン・サックス(#1, #2, #4 - #8, #10)
- メルヴィン・ラスティ - コルネット(#1, #2, #4 - #8)、トランペット(#10)
- ケン・ラクストン - トランペット(#3)
- アーニー・ロイヤル - トランペット(#7)
- デヴィッド・フッド - トロンボーン(#3)
- キャロリン・フランクリン - バッキング・ボーカル(#1, #2, #5, #6, #9)
- アーマ・フランクリン - バッキング・ボーカル(#1, #2, #5, #6, #9)
- シシー・ヒューストン - バッキング・ボーカル(#2, #9)
- トム・ダウド - アレンジ